# Liste antiker Ortsnamen und geographischer Bezeichnungen/Oa
| Lateinischer Name | Griechischer Name | Beschreibung | Heute | Quellen und Verweise | Lage |
| ----------------- | ----------------- | ------------ | ----- | -------------------- | ---- |
| Oaeneum           |                   |              |       | Smith;               |      |
| Oaeones           |                   |              |       | Smith;               |      |
| Oanus             |                   |              |       | Smith;               |      |
| Oaracta           |                   |              |       | Smith;               |      |
| Oarus             |                   |              |       | Smith;               |      |
| Oases             |                   |              |       | Smith;               |      |
| Oaxes             |                   |              |       | Smith;               |      |